# بلووآ
بلووآ (به لاتین: Belua) یک روستا در بنگلادش است که در استان باریسال و در ناحیه پیروج‌پور واقع شده است.